# 李世智
李世智（1933年—），男，山东济南人，中国电子与通讯系统专家，曾任北京工业学院教授、博士生导师。